# Parc quasi national de Myōgi-Arafune-Saku Kōgen
Le parc quasi national de Myōgi-Arafune-Saku Kōgen (妙義荒船佐久高原国定公園, Myōgi-Arafune-Saku Kōgen Kokutei Kōen) est un parc quasi national situé dans les préfectures de Gunma et de Nagano au Japon. Créé le 10 avril 1969, il s'étend sur 131,23 km2.